# アナ・マリア・マトゥテ
アナ・マリア・マトゥテ・オセーホ（カタルーニャ語: Ana María Matute Ausejo, 1925年7月26日 - 2014年6月25日）は、スペイン・バルセロナ出身の著作家。作品に「きんいろ目のバッタ」、「ユリシーズ号の密航者」などがある。アナ・マリア・マトゥーテの表記もある。

## 経歴
1925年、カタルーニャ地方・バルセロナの中流家庭に生まれ、オランダのヒルフェルスムにあるインターナショナルスクールで学んだ。1948年に『アベル家の人々』で作家デビュー。幼少期の体験や11歳の時に勃発したスペイン内戦の記憶などを作品に生かす一方で、中世ヨーロッパを舞台とした英雄譚や子ども向けの物語も多く執筆した。オクラホマ大学、インディアナ大学、ヴァージニア大学の客員教授を務めたこともあった。1997年には女性としては3人目となるレアル・アカデミア・エスパニョーラ（スペイン王立アカデミー）の正会員に選ばれた。2010年にはスペイン語圏最高の文学賞であるセルバンテス賞を受賞。女性では3人目の受賞者となった。2014年6月25日、バルセロナにて心臓発作を起こして死去した。88歳没。
マトゥテは4歳のとき慢性腎臓感染症で死にかけたため、療養のためマンシージャ・デ・ラ・シエラの祖父母のところで暮らすことになる。マトゥテは当時出会った村人にかなりの影響を受けたと言っている。この影響は、回復するまでの時期に出会った人々を描いた1961年出版の『アルタミラ物語集』（Historias de la Artámila）などの作品に見られる。その村を想起させる舞台設定は他の作品にも多く見られる
。スペイン内戦が始まった1936年当時、マトゥテは10歳であり、これがマトゥテの作品に最も大きな影響を与えたと言われている。彼女は「二つの派閥間の争いだけでなく、それぞれの派閥内の内部抗争にも」考えを巡らせた。
1939年にナショナリスト軍が勝利すると、フランシスコ・フランコ総統が軍の独裁体制を敷き、1975年に死去するまでの36年間この独裁政治が続いた。マトゥテはこの内戦後の時期に作家として成熟期を迎えたため、作品には暴力、疎外、困窮、特に純真さの喪失といったテーマが繰り返し使われている。

## 受賞
- 1952年 カフェ・ヒホン賞 - 『北西の祭典』
- 1954年 プラネータ賞 - 『人形芝居』
- 1959年 スペイン批評家賞 - 『亡き息子たち』
- 1959年 ナダール賞 - 『最初の思い出』
- 1983年 スペイン国民児童文学賞 - 『片っぽだけ裸足』
- 2010年 セルバンテス賞

## 邦訳作品
- 『北西の祭典』大西亮訳 現代企画室〈セルバンテス賞コレクション〉2012年5月
- 『小鳥たち マトゥーテ短篇選』東宣出版〈はじめて出逢う世界のおはなし〉宇野和美 訳 2021年11月

## 作品

### 小説
- Los Abel (1948)『アベル家の人々』
- Fiesta al Noroeste (1952)『北西の祭典』（セルバンテス賞コレクション）大西亮訳 現代企画室 2012年
- Pequeño teatro (1954)『人形芝居』
- En esta tierra (1955) (reeditada como Luciérnagas en 1993)
- Los hijos muertos (1958)『亡き息子たち』
- Primera memoria (1959)『最初の思い出』
- Los soldados lloran de noche (1963)『兵士たちは夜に泣く』
- Algunos muchachos (1964)
- La trampa (1969)『罠』
- La torre vigía (1971)『望楼』
- El río (1973)
- Olvidado rey Gudú (1996)『忘れられたグドゥ王』
- Aranmanoth (2000)
- Paraíso inhabitado (2008)『無人のパラダイス』
- Demonios familiares (2014)

### 短編・子ども向け作品
- La pequeña vida (1953).
- Los niños tontos (1956)
- Vida nueva (1956)
- El país de la pizarra (1957)
- El tiempo (1957)
- Paulina, el mundo y las estrellas (1960)
- El saltamontes y El aprendiz (1960)
- A la mitad del camino (1961)
- El libro de juegos para los niños de otros (1961)
- Historia de la Artámila (1961)『アルタミラ物語集』
- El arrepentido (1961)
- Tres y un sueño (1961)
- La rama seca (1961)
- Caballito loco y Carnavalito (1962)
- El río (1963)
- El polizón del "Ulises" (1965)
- El aprendiz (1972)
- Sólo un pie descalzo (1983)
- El saltamontes verde (1986)
- La Virgen de Antioquía y otros relatos (1990)
- De ninguna parte (1993)
- La oveja negra (1994)
- El verdadero final de la Bella Durmiente (1995)
- El árbol de oro (1995)
- Casa de juegos prohibidos (1996)
- Los de la Tienda (1998)
- Todos mis cuentos (2000)
- La puerta de la luna. Cuentos completos (2010)

## 関連文献
- 中島俊枝「アナ・マリア・マトゥテに見る現実と希望: 『みどりのバッタ』に託して」ノートルダム清心女子大学紀要 外国語・外国文学編、20(1)、pp.112-121、1996